# Atrides
Atrides (en grec antic Άτρείδαι) era un patronímic derivat d'Atreu, que designava els seus fills i descendents. L'atrida més important és Agamèmnon, i sovint el patronímic s'usava en singular, però també s'utilitza en plural per designar els dos germans, Agamèmnon i Menelau.

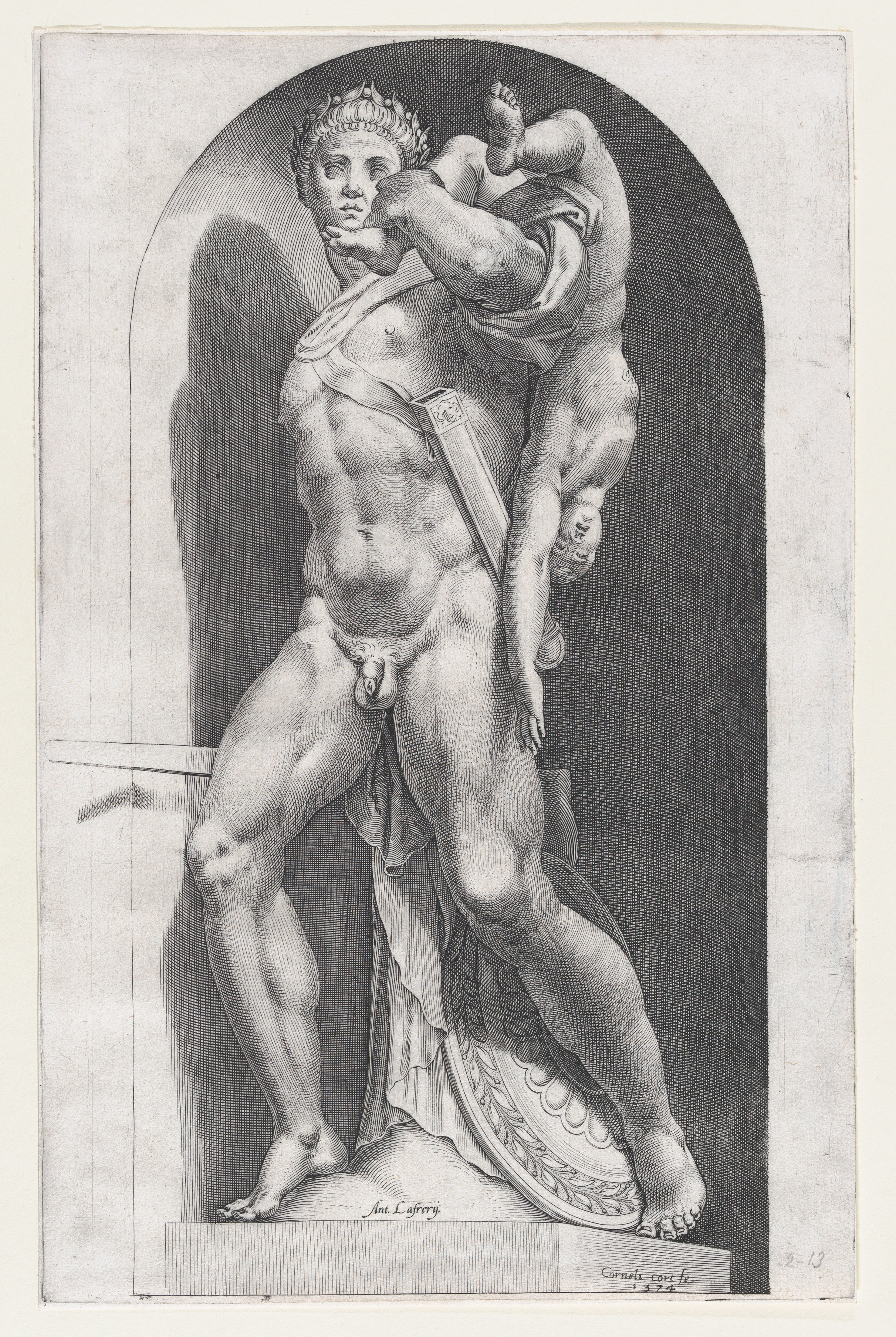
Speculum Romanae Magnificentiae- Atreus Farnese MET DP870243

Atreu, pelòpida, i Aèrope van tenir Anaxíbia, Agamèmnon i Menelau. Dels matrimonis d'aquests amb Estrofi, Clitemnestra i Hèlena, respectivament, naixeran Pílades, Ifigenia, Electra, Orestes i Crisòtemis; i Hermíone. De la unió de Crisòtemis i Orestes, cosins germans, naixerà Tisamen. També comparteixen parentiu amb Egist, qui va néixer de la unió incestuosa del pelòpida Tiestes, germà d'Atreu, amb la seva filla Pelopea.